# Japan Football League 2015
Die Japan Football League 2015 war die 17. Spielzeit der Japan Football League insgesamt und die zweite als vierthöchste Spielklasse im japanischen Fußball. An ihr nahmen sechzehn Vereine teil.
Die Saison begann am 8. März 2015 mit dem ersten Spieltag der 1. Halbserie und endete am 5. Dezember 2015 mit dem Meisterschafts-Rückspiel der beiden Halbseriensieger Vanraure Hachinohe und Sony Sendai. Hierbei setzte sich das Werksteam des Sony-Konzerns mit 5:4 im Elfmeterschießen durch, nachdem Hin- und Rückspiel jeweils mit einem 1:0 für die Heimmannschaft endeten.

## Modus
Alle Vereine trafen im Rahmen eines Doppelrundenturniers zweimal aufeinander, je einmal zuhause und einmal auswärts. Insgesamt bestritt eine Mannschaft somit 30 Spiele. Für einen Sieg gab es drei Punkte, bei einem Unentschieden erhielt jedes Team einen Zähler. Hin- und Rückrunde wurden getrennt gewertet, zusätzlich wurde eine Gesamttabelle zur Bestimmung der möglichen Auf- und Absteiger in die J3 League 2016 bzw. der Regionalliga 2016 gebildet. Alle drei Tabellen wurden nach den folgenden Kriterien erstellt:
1. Anzahl der erzielten Punkte
2. Tordifferenz
3. Erzielte Tore
4. Ergebnisse der Spiele untereinander
5. Entscheidungsspiel oder Münzwurf

Für den Aufstieg in die J3 League musste eine Mannschaft über die Lizenz für diese Spielklasse verfügen sowie innerhalb der besten Vier der Gesamttabelle abschließen. Es stiegen maximal zwei Vereine auf.
Sollte keine Mannschaft den Aufstieg in die J3 League schaffen, stiegen die beiden schlechtesten Vereine der Gesamttabelle in ihre entsprechende Regionalliga ab; bei einem oder zwei Aufsteigern verminderte sich der Abstieg entsprechend.

## Teilnehmer
Nach der durch die Gründung der J3 League bedingten Übergangssaison mit nur vierzehn Vereinen kehrte man zur Saison 2015 zur üblichen Staffelstärke von sechzehn Mannschaften zurück. Vorjahresaufsteiger Renofa Yamaguchi gelang durch einen vierten Platz der Gesamttabelle und der Erfüllung der wirtschaftlichen Kriterien der Aufstieg in die J3 League 2015. Aus der nationalen Regionalligen-Finalrunde stießen der Sieger Nara Club, der Zweitplatzierte FC Osaka (beide aus der Division 1 der Kansai-Regionalliga) sowie der Drittplatzierte Ryūtsū Keizai Dragons Ryūgasaki (aus der Division 2 der Kantō-Regionalliga).
| Team                  | Stadt                | Bemerkungen                                                              |
| --------------------- | -------------------- | ------------------------------------------------------------------------ |
| azul claro Numazu     | Numazu, Shizuoka     | J. League-Hundertjahrplan-Verein                                         |
| Fagiano Okayama Next  | Okayama, Okayama     |                                                                          |
| Honda FC              | Hamamatsu, Shizuoka  |                                                                          |
| Honda Lock SC         | Miyazaki, Miyazaki   |                                                                          |
| Kagoshima United FC   | Kagoshima, Kagoshima | J.-League-Hundertjahrplan-Verein                                         |
| FC Maruyasu Okazaki   | Okazaki, Aichi       |                                                                          |
| MIO Biwako Shiga      | Kusatsu, Shiga       |                                                                          |
| Nara Club             | Nara, Nara           | J.-League-Hundertjahrplan-Verein, Aufsteiger aus der Kansai-Regionalliga |
| FC Osaka              | Osaka, Osaka         | Aufsteiger aus der Kansai-Regionalliga                                   |
| Ryūtsū Keizai Dragons | Ryūgasaki, Ibaraki   | Aufsteiger aus der Kantō-Regionalliga                                    |
| Sony Sendai FC        | Tagajō, Miyagi       |                                                                          |
| SP Kyōto FC           | Mukō, Kyōto          |                                                                          |
| Tochigi Uva FC        | Tochigi, Tochigi     | J.-League-Hundertjahrplan-Verein                                         |
| Vanraure Hachinohe    | Hachinohe, Aomori    | J.-League-Hundertjahrplan-Verein                                         |
| Verspah Ōita          | Yufu, Ōita           |                                                                          |
| Yokogawa Musashino FC | Musashino, Tokio     |                                                                          |

## Statistiken

### 1. Halbserie
Die Spiele der ersten Halbserie wurden vom 8. März 2015 bis zum 7. Juni 2015 ausgetragen.

#### Tabelle
| Pl.                    | Verein                    | Sp. | S  | U | N  | Tore    | Diff. | Punkte |
| ---------------------- | ------------------------- | --- | -- | - | -- | ------- | ----- | ------ |
| 1.                     | Vanraure Hachinohe        | 15  | 10 | 4 | 1  | 021:800 | +13   | 34     |
| 2.                     | Sony Sendai               | 15  | 10 | 4 | 1  | 022:110 | +11   | 34     |
| 3.                     | Honda FC                  | 15  | 10 | 3 | 2  | 031:900 | +22   | 33     |
| 4.                     | Kagoshima United          | 15  | 9  | 3 | 3  | 020:110 | +9    | 30     |
| 5.                     | FC Osaka (N)              | 15  | 9  | 2 | 4  | 026:110 | +15   | 29     |
| 6.                     | azul claro Numazu         | 15  | 8  | 4 | 3  | 017:120 | +5    | 28     |
| 7.                     | Nara Club (N)             | 15  | 6  | 5 | 4  | 014:130 | +1    | 23     |
| 8.                     | SP Kyōto FC               | 15  | 7  | 1 | 7  | 024:140 | +10   | 22     |
| 9.                     | Honda Lock                | 15  | 5  | 4 | 6  | 016:210 | −5    | 19     |
| 10.                    | Mio Biwako Shiga          | 15  | 4  | 6 | 5  | 018:170 | +1    | 18     |
| 11.                    | Verspah Ōita              | 15  | 5  | 3 | 7  | 021:270 | −6    | 18     |
| 12.                    | Yokogawa Musashino        | 15  | 5  | 2 | 8  | 015:180 | −3    | 17     |
| 13.                    | Ryūtsū Keizai Dragons (N) | 15  | 3  | 1 | 11 | 016:310 | −15   | 10     |
| 14.                    | Maruyasu Okazaki          | 15  | 2  | 3 | 10 | 010:260 | −16   | 09     |
| 15.                    | Tochigi Uva               | 15  | 2  | 2 | 11 | 012:270 | −15   | 08     |
| 16.                    | Fagiano Okayama Next      | 15  | 1  | 1 | 13 | 007:340 | −27   | 04     |
| Stand: Ende der Saison |                           |     |    |   |    |         |       |        |

| Nach Ende der Halbserie: |

| (N) | Neuling, Aufsteiger aus den Regionalligen 2014: Nara Club, FC Osaka, Ryūtsū Keizai Dragons |

### 2. Halbserie
Die Spiele der zweiten Halbserie wurden vom 20. Juni 2015 bis zum 15. November 2015 ausgetragen.

#### Tabelle
| Pl.                    | Verein                    | Sp. | S  | U | N  | Tore    | Diff. | Punkte |
| ---------------------- | ------------------------- | --- | -- | - | -- | ------- | ----- | ------ |
| 1.                     | Sony Sendai               | 15  | 11 | 4 | 0  | 026:100 | +16   | 37     |
| 2.                     | Honda FC                  | 15  | 11 | 2 | 2  | 042:130 | +29   | 35     |
| 3.                     | Kagoshima United          | 15  | 9  | 3 | 3  | 026:140 | +12   | 30     |
| 4.                     | SP Kyōto FC               | 15  | 7  | 7 | 1  | 027:120 | +15   | 28     |
| 5.                     | azul claro Numazu         | 15  | 8  | 2 | 5  | 019:160 | +3    | 26     |
| 6.                     | Vanraure Hachinohe        | 15  | 7  | 4 | 4  | 015:130 | +2    | 25     |
| 7.                     | Nara Club (N)             | 15  | 7  | 2 | 6  | 019:150 | +4    | 23     |
| 8.                     | Honda Lock                | 15  | 6  | 3 | 6  | 015:160 | −1    | 21     |
| 9.                     | Verspah Ōita              | 15  | 5  | 4 | 6  | 019:200 | −1    | 19     |
| 10.                    | Mio Biwako Shiga          | 15  | 5  | 1 | 9  | 018:240 | −6    | 16     |
| 11.                    | Fagiano Okayama Next      | 15  | 5  | 1 | 9  | 018:250 | −7    | 16     |
| 12.                    | FC Osaka (N)              | 15  | 4  | 3 | 8  | 019:240 | −5    | 15     |
| 13.                    | Yokogawa Musashino        | 15  | 3  | 4 | 8  | 016:220 | −6    | 13     |
| 14.                    | Maruyasu Okazaki          | 15  | 4  | 0 | 11 | 017:350 | −18   | 12     |
| 15.                    | Tochigi Uva               | 15  | 3  | 2 | 10 | 017:340 | −17   | 11     |
| 16.                    | Ryūtsū Keizai Dragons (N) | 15  | 3  | 2 | 10 | 011:310 | −20   | 11     |
| Stand: Ende der Saison |                           |     |    |   |    |         |       |        |

| Nach Ende der Halbserie: |

| (N) | Neuling, Aufsteiger aus den Regionalligen 2014: Nara Club, FC Osaka, Ryūtsū Keizai Dragons |

### Meisterschaftsendspiele
Der Gewinner der 1. Halbserie, Vanraure Hachinohe, spielte in Hin- und Rückspiel gegen den Gewinner der 2. Halbserie, Sony Sendai. Bei Gleichstand nach Hin- und Rückspiel entschied die Anzahl der auswärts erzielten Tore. Waren diese ebenfalls gleich, wurde eine Verlängerung von zweimal 15 Minuten und, falls nötig, ein Elfmeterschießen durchgeführt.
|                    | Gesamt          |             | Hinspiel | Rückspiel |
| ------------------ | --------------- | ----------- | -------- | --------- |
| Vanraure Hachinohe | 1:1 (4:5 i. E.) | Sony Sendai | 1:0      | 0:1 n. V. |

### Gesamte Saison
Mögliche Aufsteiger in die J3 League und Absteiger in die Regionalligen wurden durch Bildung einer Gesamttabelle ermittelt. Von den drei Aufstiegskandidaten azul Claro Numazu, Kagoshima United und Nara Club kamen maximal zwei Mannschaften in Frage, sofern sie unter den besten Vier der Abschlusstabelle endeten und die wirtschaftlichen Voraussetzungen für die J3 League erfüllten.
Durch den Aufstieg von Kagoshima United und den Rückzug von SP Kyōto FC zum Ende der Saison gab es keine sportlichen Absteiger.

#### Tabelle
| Pl.                    | Verein                    | Sp. | S  | U | N  | Tore    | Diff. | Punkte |
| ---------------------- | ------------------------- | --- | -- | - | -- | ------- | ----- | ------ |
| 1.                     | Sony Sendai               | 30  | 21 | 8 | 1  | 048:210 | +27   | 71     |
| 2.                     | Vanraure Hachinohe        | 30  | 17 | 8 | 5  | 036:210 | +15   | 59     |
| 3.                     | Honda FC                  | 30  | 21 | 5 | 4  | 073:220 | +51   | 68     |
| 4.                     | Kagoshima United          | 30  | 18 | 6 | 6  | 046:250 | +21   | 60     |
| 5.                     | azul claro Numazu         | 30  | 16 | 6 | 8  | 036:280 | +8    | 54     |
| 6.                     | SP Kyōto FC               | 30  | 14 | 8 | 8  | 051:260 | +25   | 50     |
| 7.                     | Nara Club (N)             | 30  | 13 | 7 | 10 | 033:280 | +5    | 46     |
| 8.                     | FC Osaka (N)              | 30  | 13 | 5 | 12 | 045:350 | +10   | 44     |
| 9.                     | Honda Lock                | 30  | 11 | 7 | 12 | 031:370 | −6    | 40     |
| 10.                    | Verspah Ōita              | 30  | 10 | 7 | 13 | 040:470 | −7    | 37     |
| 11.                    | Mio Biwako Shiga          | 30  | 9  | 7 | 14 | 036:410 | −5    | 34     |
| 12.                    | Yokogawa Musashino        | 30  | 8  | 6 | 16 | 031:400 | −9    | 30     |
| 13.                    | Maruyasu Okazaki          | 30  | 6  | 3 | 21 | 027:610 | −34   | 21     |
| 14.                    | Ryūtsū Keizai Dragons (N) | 30  | 6  | 3 | 21 | 027:620 | −35   | 21     |
| 15.                    | Fagiano Okayama Next      | 30  | 6  | 2 | 22 | 025:590 | −34   | 20     |
| 16.                    | Tochigi Uva               | 30  | 5  | 4 | 21 | 029:610 | −32   | 19     |
| Stand: Ende der Saison |                           |     |    |   |    |         |       |        |

| (N) | Neuling, Aufsteiger aus den Regionalligen 2014: Nara Club, FC Osaka, Ryūtsū Keizai Dragons |